# Wolha Hawarcowa
Wolha Hawarcowa, biał. Вольга Гаварцова, ros. Ольга Говорцова (ur. 23 sierpnia 1988 w Pińsku) – białoruska tenisistka, zwyciężczyni ośmiu turniejów WTA w grze podwójnej.

## Kariera tenisowa
Karierę profesjonalną rozpoczęła w 2004 roku. W rankingu singlowym WTA najwyżej była sklasyfikowana 23 czerwca 2008 roku – na 35. miejscu, zaś w klasyfikacji deblowej najwyższe w karierze – 24. miejsce osiągnęła 29 sierpnia 2011 roku.

## Historia występów wielkoszlemowych
Legenda
     W, wygrany turniej
     F, przegrana w finale
     SF, przegrana w półfinale
     QF, przegrana w ćwierćfinale
     xR, przegrana w x rundzie
     Qx, przegrana w x rundzie kwalifikacji
     A, brak startu
     NH, turniej nie odbył się

### Występy w grze pojedynczej
| Australian Open        | A   | A | A   | A  | 1R | 1R | 1R | 1R  | 2R | 2R | 2R  | Q3 | 1R  | Q1  | A   | Q3  | Q2  | Q1  | Q3 | 0 / 8  | 3 – 8   |  |  |  |  |  |
| French Open            | A   | A | A   | A  | 3R | 3R | 2R | 2R  | 2R | 1R | 1R  | Q1 | 1R  | Q1  | A   | A   | A   | 1R  | Q1 | 0 / 9  | 7 – 9   |  |  |  |  |  |
| Wimbledon              | A   | A | A   | 2R | 1R | 2R | 1R | 1R  | 2R | 1R | 1R  | 4R | 1R  | Q1  | A   | A   | NH  | 1R  | A  | 0 / 11 | 6 – 11  |  |  |  |  |  |
| US Open                | A   | A | A   | 2R | 2R | 1R | 1R | 1R  | 3R | 1R | 1R  | 2R | Q1  | A   | Q3  | Q2  | 2R  | Q1  |    | 0 / 10 | 6 – 10  |  |  |  |  |  |
|                        |     |   |     |    |    |    |    |     |    |    |     |    |     |     |     |     |     |     |    |        |         |  |  |  |  |  |
| Ranking na koniec roku | 600 | – | 334 | 49 | 49 | 52 | 74 | 114 | 57 | 95 | 145 | 69 | 198 | 271 | 427 | 194 | 133 | 134 |    | 0 / 38 | 22 – 38 |  |  |  |  |  |

### Występy w grze podwójnej
| Australian Open        | A   | A   | A   | A   | 2R | 1R | 1R | 3R | 1R | 2R | 1R  | A   | 1R  | A   | A   | A   | A   | A   | A | 0 / 8  | 4 – 8   |  |  |  |  |  |  |
| French Open            | A   | A   | A   | A   | 1R | 1R | 3R | 1R | 2R | 2R | 1R  | A   | A   | A   | A   | A   | A   | A   | A | 0 / 7  | 4 – 7   |  |  |  |  |  |  |
| Wimbledon              | A   | A   | A   | A   | 1R | A  | 2R | 2R | 3R | 1R | A   | A   | A   | A   | A   | A   | NH  | A   | A | 0 / 5  | 4 – 5   |  |  |  |  |  |  |
| US Open                | A   | A   | A   | 1R  | 1R | 3R | 2R | 1R | 1R | 1R | A   | 2R  | A   | A   | A   | A   | A   | A   |   | 0 / 8  | 4 – 8   |  |  |  |  |  |  |
|                        |     |     |     |     |    |    |    |    |    |    |     |     |     |     |     |     |     |     |   |        |         |  |  |  |  |  |  |
| Ranking na koniec roku | 677 | 731 | 467 | 404 | 58 | 72 | 29 | 44 | 61 | 60 | 137 | 364 | 249 | 493 | 753 | 199 | 251 | 190 |   | 0 / 28 | 16 – 28 |  |  |  |  |  |  |

### Występy w grze mieszanej
| Australian Open | A | A | A | A | A  | A | A  | 2R | A | A | A | A | A | A | A | A | A  | A | A | 0 / 1 | 1 – 1  |  |  |  |  |  |  |
| French Open     | A | A | A | A | 2R | A | A  | A  | A | A | A | A | A | A | A | A | NH | A | A | 0 / 1 | 1 – 1  |  |  |  |  |  |  |
| Wimbledon       | A | A | A | A | 3R | A | 2R | 3R | A | A | A | A | A | A | A | A | NH | A | A | 0 / 3 | 5 – 3  |  |  |  |  |  |  |
| US Open         | A | A | A | A | A  | A | 2R | QF | A | A | A | A | A | A | A | A | NH | A |   | 0 / 2 | 3 – 2  |  |  |  |  |  |  |
|                 |   |   |   |   |    |   |    |    |   |   |   |   |   |   |   |   |    |   |   |       |        |  |  |  |  |  |  |
|                 |   |   |   |   |    |   |    |    |   |   |   |   |   |   |   |   |    |   |   | 0 / 7 | 10 – 7 |  |  |  |  |  |  |

## Finały turniejów WTA
| Legenda                     | Legenda |
| --------------------------- | ------- |
| Wielki Szlem                |         |
| Igrzyska olimpijskie        |         |
| WTA Tour Championships      |         |
| 1988 – 2008                 |         |
| Kategoria I                 |         |
| Kategoria II                |         |
| Kategoria III               |         |
| Kategoria IV                |         |
| Kategoria V                 |         |
| 2009 – 2020                 |         |
| WTA Premier Mandatory       |         |
| WTA Premier 5               |         |
| WTA Premier                 |         |
| WTA International Series    |         |
| WTA 125K series (2012–2020) |         |
| od 2021                     |         |
| WTA 1000 (obowiązkowe)      |         |
| WTA 1000 (nieobowiązkowe)   |         |
| WTA 500                     |         |
| WTA 250                     |         |
| WTA 125                     |         |

### Gra pojedyncza 4 (0–4)
| Końcowy wynik | Nr | Data              | Turniej     | Nawierzchnia  | Przeciwniczka       | Wynik finału     |
| ------------- | -- | ----------------- | ----------- | ------------- | ------------------- | ---------------- |
| Finalistka    | 1. | 1 marca 2008      | Memphis     | Twarda (hala) | Lindsay Davenport   | 2:6, 1:6         |
| Finalistka    | 2. | 25 listopada 2009 | Moskwa      | Twarda (hala) | Francesca Schiavone | 3:6, 0:6         |
| Finalistka    | 3. | 11 kwietnia 2010  | Ponte Beach | Ceglana       | Caroline Wozniacki  | 2:6, 5:7         |
| Finalistka    | 4. | 14 września 2013  | Taszkent    | Twarda        | Bojana Jovanovski   | 6:4, 5:7, 6:7(3) |

### Gra podwójna 14 (8–6)
| Końcowy wynik | Nr | Data             | Turniej    | Nawierzchnia  | Partnerka            | Przeciwniczki                             | Wynik finału      |
| ------------- | -- | ---------------- | ---------- | ------------- | -------------------- | ----------------------------------------- | ----------------- |
| Finalistka    | 1. | 14 kwietnia 2008 | Charleston | Ceglana       | Edina Gallovits      | Katarina Srebotnik Ai Sugiyama            | 2:6, 2:6          |
| Zwyciężczyni  | 1. | 19 maja 2008     | Stambuł    | Ceglana       | Jill Craybas         | Marina Erakovic Polona Hercog             | 6:1, 6:2          |
| Zwyciężczyni  | 2. | 20 września 2009 | Guangzhou  | Twarda        | Tacciana Puczak      | Kimiko Date-Krumm Sun Tiantian            | 6:3, 2:6, 10-8    |
| Zwyciężczyni  | 3. | 26 września 2009 | Taszkent   | Twarda        | Tacciana Puczak      | Witalija Djaczenko Kaciaryna Dziehalewicz | 6:2, 6:7(1), 10–8 |
| Zwyciężczyni  | 4. | 9 listopada 2010 | Pekin      | Twarda        | Chuang Chia-jung     | Gisela Dulko Flavia Pennetta              | 7:6(2), 1:6, 10–7 |
| Zwyciężczyni  | 5. | 19 lutego 2011   | Memphis    | Twarda (hala) | Ałła Kudriawcewa     | Andrea Hlaváčková Lucie Hradecká          | 6:3, 4:6, 10–8    |
| Zwyciężczyni  | 6. | 12 czerwca 2011  | Birmingham | Trawiasta     | Ałła Kudriawcewa     | Sara Errani Roberta Vinci                 | 1:6, 6:1, 10–5    |
| Finalistka    | 2. | 31 lipca 2011    | Waszyngton | Twarda        | Ałła Kudriawcewa     | Sania Mirza Jarosława Szwiedowa           | 3:6, 3:6          |
| Zwyciężczyni  | 7. | 27 sierpnia 2011 | New Haven  | Twarda        | Chuang Chia-jung     | Sara Errani Roberta Vinci                 | 7:5, 6:2          |
| Finalistka    | 3. | 25 lutego 2012   | Memphis    | Twarda (hala) | Wiera Duszewina      | Andrea Hlaváčková Lucie Hradecká          | 3:6, 4:6          |
| Zwyciężczyni  | 8. | 26 maja 2012     | Strasburg  | Ceglana       | Klaudia Jans-Ignacik | Natalie Grandin Vladimíra Uhlířová        | 6:7(4), 6:3, 10–3 |
| Finalistka    | 4. | 14 września 2013 | Taszkent   | Twarda        | Mandy Minella        | Tímea Babos Jarosława Szwiedowa           | 3:6, 3:6          |
| Finalistka    | 5. | 6 kwietnia 2014  | Monterrey  | Twarda        | Tímea Babos          | Darija Jurak Megan Moulton-Levy           | 6:7(5), 6:3, 9–11 |
| Finalistka    | 6. | 24 września 2016 | Kanton     | Twarda        | Wiera Łapko          | Asia Muhammad Peng Shuai                  | 2:6, 6:7(3)       |

## Finały turniejów WTA 125

### Gra pojedyncza 1 (0–1)
| Końcowy wynik | Nr | Data          | Turniej | Nawierzchnia | Przeciwniczka       | Wynik finału |
| ------------- | -- | ------------- | ------- | ------------ | ------------------- | ------------ |
| Finalistka    | 1. | 10 lipca 2021 | Båstad  | Ceglana      | Nuria Párrizas Díaz | 2:6, 2:6     |

### Gra podwójna 2 (1–1)
| Końcowy wynik | Nr | Data             | Turniej | Nawierzchnia    | Partnerka        | Przeciwniczki                      | Wynik finału   |
| ------------- | -- | ---------------- | ------- | --------------- | ---------------- | ---------------------------------- | -------------- |
| Finalistka    | 1. | 4 listopada 2012 | Tajpej  | Dywanowa (hala) | Chang Kai-chen   | Chan Hao-ching Kristina Mladenovic | 7:5, 2:6, 8–10 |
| Zwyciężczyni  | 1. | 1 sierpnia 2021  | Belgrad | Ceglana         | Lidzija Marozawa | Alona Fomina Jekatierina Jaszyna   | 6:2, 6:2       |

## Finały juniorskich turniejów wielkoszlemowych

### Gra podwójna (1)
| Końcowy wynik | Rok  | Turniej   | Nawierzchnia | Partnerka          | Przeciwniczki                    | Wynik finału  |
| Zwyciężczyni  | 2004 | Wimbledon | Trawiasta    | Wiktoryja Azaranka | Marina Erakovic Monica Niculescu | 6:4, 3:6, 6:4 |